# Spółdzielnia Merchawja
Spółdzielnia Merchawja (hebr. הקואופרציה במרחביה, Ha-Ko’opperacja be-Merchawja; ang. The Great Courtyard in Merchavia) – muzeum historyczne położone w kibucu Merchawja, na północy Izraela. Muzeum jest poświęcone historii tutejszej spółdzielni, która powstała w 1911 roku (w 1922 r. powstał przy niej moszaw Merchawja, a w 1929 r. kibuc o tej samej nazwie). Muzeum przedstawia historię osadnictwa żydowskiego w Dolinie Jezreel.

## Historia
Nowoczesne osadnictwo żydowskie w Dolinie Jezreel rozpoczęło się na początku XX wieku. Zostało ono zainicjowane przez działacza ruchu syjonistycznego, Arthura Ruppina. Około 1909 lub 1910 roku Jehoszua Chankin zakupił ze środków Światowej Organizacji Syjonistycznej pierwsze grunty w Dolinie Jezreel. Była to ziemia o powierzchni 1000 hektarów położona w rejonie wioski al-Fulah. Zakup ten był początkiem długotrwałych sporów między Arabami i Żydami o prawa arabskich robotników rolnych, którzy zostali stąd eksmitowani. Spory dotyczyły prawa do dzierżawy gruntów rolnych i praw własności. W 1911 roku obok dawnej arabskiej wioski utworzono rolne gospodarstwo spółdzielcze Merchawja, a w 1913 roku sąsiednie gospodarstwo Tel Adaszim (przekształcone w 1923 roku w moszaw Tel Adaszim).
Spółdzielnia Merchawja była pierwszą osadą żydowską założoną w Dolinie Jezreel. Zorganizowano ją zgodnie z ideami niemiecko-żydowskiego ekonomisty i socjologa Franza Oppenheimera, który pozyskał dla tego celu wsparcie Theodora Herzla. Było to eksperymentalne gospodarstwo rolne, w którym pracownicy uczyli się podstaw rolnictwa. Gospodarstwo zorganizowano jako spółdzielnię rolniczą, w której wynagrodzenie uzależniono od wielkości wkładu pracy. Jego plan przygotował architekt Alexander Baerwald. Pośrodku znajdował się duży plac, wokół którego rozmieszczone były wszystkie zabudowania gospodarcze i mieszkalne. Główny budynek posiadał wieżę obserwacyjną. Pierwszym kierownikiem gospodarstwa został Dick Solomon. Spółdzielnia ściśle współpracowała z Arthurem Ruppinem, Jehoszua Hankinem i różnymi organizacjami syjonistycznymi.
Podczas I wojny światowej w gospodarstwie zamieszkali oficerowie niemieckiej 304 Eskadry, która wspierała Turków w walkach na Bliskim Wschodzie. To właśnie oni jako pierwsi nakręcili filmy ukazujące widok Ziemi Izraela z powietrza. W 1918 roku cała Palestyna przeszła pod panowanie Brytyjczyków, którzy w 1922 roku formalnie utworzyli na tym obszarze Mandat Palestyny. Umożliwiło to w kolejnych latach dalszy rozwój osadnictwa żydowskiego.  Gospodarstwo Merchawja przechodziło jednak poważne trudności gospodarcze, a jej mieszkańcy cierpieli od chorób. Z tego powodu w 1921 roku rozwiązano spółdzielnię, a w gospodarstwie zamieszkała grupa osadników. W 1922 roku nastąpiło formalne utworzenie moszawu Merchawja, a w 1929 roku kibucu Merchawja. Na początku lat 90. XX wieku kibuc postanowił utworzyć centrum edukacyjne dla zwiedzających. Początkowo obejmowało ono jedynie archiwum, jednak z czasem rozrosło się do wielkości historycznego muzeum.

## Zbiory muzeum
Centralne miejsce gospodarstwa zajmował wielki dziedziniec, który w przeszłości zawsze tętnił życiem. Po jego północnej stronie znajduje się budynek archiwum, w którym przechowywane są dokumenty, zdjęcia i inne pamiątki związane ze spółdzielnią Merchawja. Sąsiedni budynek posiada izbę pamięci Goldy Meir, która przez pewien czas mieszkała i pracowała w kibucu. Jest tu także obszerna ekspozycja poświęcona historii żydowskiej organizacji samoobrony Ha-Szomer i organizacji młodzieżowej Ha-Szomer Ha-Cair. Jednak najważniejszym budynkiem jest stara stodoła. Została ona wzniesiona na solidnym fundamencie kamiennej fortecy. Na parterze urządzono centrum obsługi ruchu turystycznego. Można tu obejrzeć historyczne filmy oraz obejrzeć makietę całego gospodarstwa.